# Старая Брянь (село)
Ста́рая Брянь — село в Заиграевском районе Бурятии. Административный центр сельского поселения «Старо-Брянское».

## География
Расположено в 33 км к юго-западу от пгт Заиграево в долине среднего течения реки Брянки, в 17 км выше села Новая Брянь.

## Население
| 2002 | 2010 |
| ---- | ---- |
| 734  | ↘665 |

## Внутреннее деление
В состав села входят восемь улиц: Больничная, Гаражная, Заречная, Клубная, Полевая, Почтовая, Стрелка, Центральная.

## История
29 июля 1881 года была освящена православная церковь во имя св. Пророка Божия Илии. Церковь стоимостью 3500 рублей построена на средства прихожан. Старая Брянь входила в состав Куйтунского прихода. Ильинская церковь была приписной к куйтунской церкви Святителя Николая Чудотворца. В 1898 году в честь коронования Николая II была сделана пристройка к притвору и колокольне на каменном фундаменте стоимостью 2303,89 рублей.
25 ноября 1899 года в селе официально открылась школа грамоты. До официального открытия школа работала около 3 лет. Первым учителем был донской казак из дворян В. А. Бирюков. Школа располагалась в церковной караулке и содержалась на средства родителей учеников. В 1900/1901 году в школе обучались 24 мальчика и 4 девочки. В 1954 году школу переименовали в Старо-Брянскую среднюю школу. В 1976 году была построена современная школа. В 2001 году ей был присвоен статус муниципальной. В 2011 г. изменён тип на Муниципальное бюджетное общеобразовательное учреждение «Старобрянская средняя общеобразовательная школа».
Во время гражданской войны в России в феврале 1920 года из жителей села был создан партизанский отряд, для отражения отряда каппелевцев во время их отступления до Читы. Каппелевцы прорывались из Верхнеудинска на Петровский завод через заброшенную проселочную дорогу. По воспоминаниям участника, этот путь был ещё труднее чем по Сибири. После первого столкновения с основными силами каппелевцев партизаны были вынуждены отступить и первые заняли село. Каппелевцы шли двумя колоннами и после прохода первой, создалось впечатление, что все войска прошли. Поэтому некоторые из партизан захотели вернуться в село. В результате чего второй колонне противника удалось схватить партизан Александра Леонтьевича Бурлакова и Емельяна Дмитриевича Кубышкина, которых позже расстреляли. Также принял смерть схваченный в селе Нижние Тальцы и привезенный в Старую Брянь партизан Батурин. В это время из Новой в Старую Брянь, занятую каппелевцами, выступил партизанский отряд под руководством Аносова в количестве 50 человек. К партизанскому отряду присоединилось население Новой Бряни. Каппелевцы ушли без боя. В 1956 году трех погибших партизан перезахоронили в братскую могилу в центре села. В 1971 году постановлением Совета Министров Бурятской АССР «Об утверждении списка памятников истории и культуры местного значения» № 379 от 29.09.1971 г. памятник стоящий на их могиле, был признан памятником истории регионального значения.
В 1941—1945 гг. на фронт из Старой Бряни было призвано свыше 200 человек, 102 из них пали в боях за Родину. В 1967 году по решению исполкома Старобрянского сельского совета Народных депутатов и решения схода жителей было принято постановление о строительстве памятника погибшим воинам в Великой Отечественной войне. В 1968 году памятник был построен. В 1983 году Советом Министров Бурятской АССР № 134 от 26.05.1983 г. был поставлен на охрану как памятник истории. В 2015 году «Памятник воинам-землякам, погибшим на фронтах Великой Отечественной войны» приказом Министерства культуры Российской Федерации № 104-р от 19 мая 2015 г. внесен в единый государственный реестр объектов культурного наследия (памятников истории и культуры) народов Российской Федерации.
В 4 километрах от села был леспромхоз.

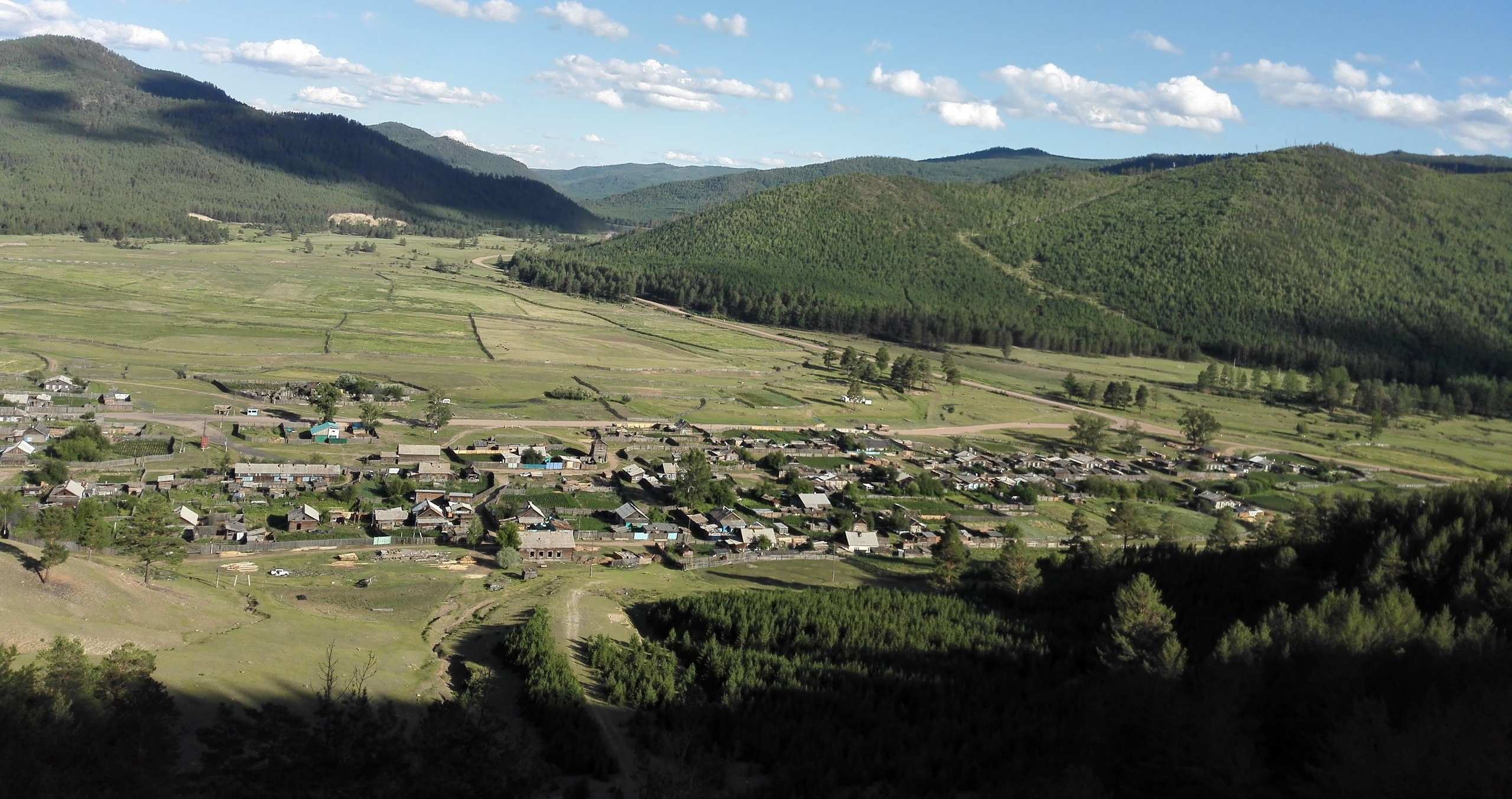
Старая Брянь

## Инфраструктура
- Администрация МО СП «Старо-Брянское»[15]
- МБОУ «Старобрянская СОШ»[15]
- МБДОУ Старо-Брянский детский сад «Дюймовочка»[15]
- МАУК ЦБС «Заиграевский район» Старобрянская сельская библиотека[15]
- Культурно-досуговый центр «Старобрянское»[15]
- Поликлиника Старая Брянь[16]
- Узел почтовой связи[15]
- ТОС «Горячие сердца»[17]
- Жилищный фонд — 11986,54 тыс.кв.м.на 01.01.2009[15]

## Экономика
Крестьянско-фермерские хозяйства, лесозаготовки.

## Сотовая связь
- Мегафон[18]
- МТС[19]

## Объекты культурного наследия

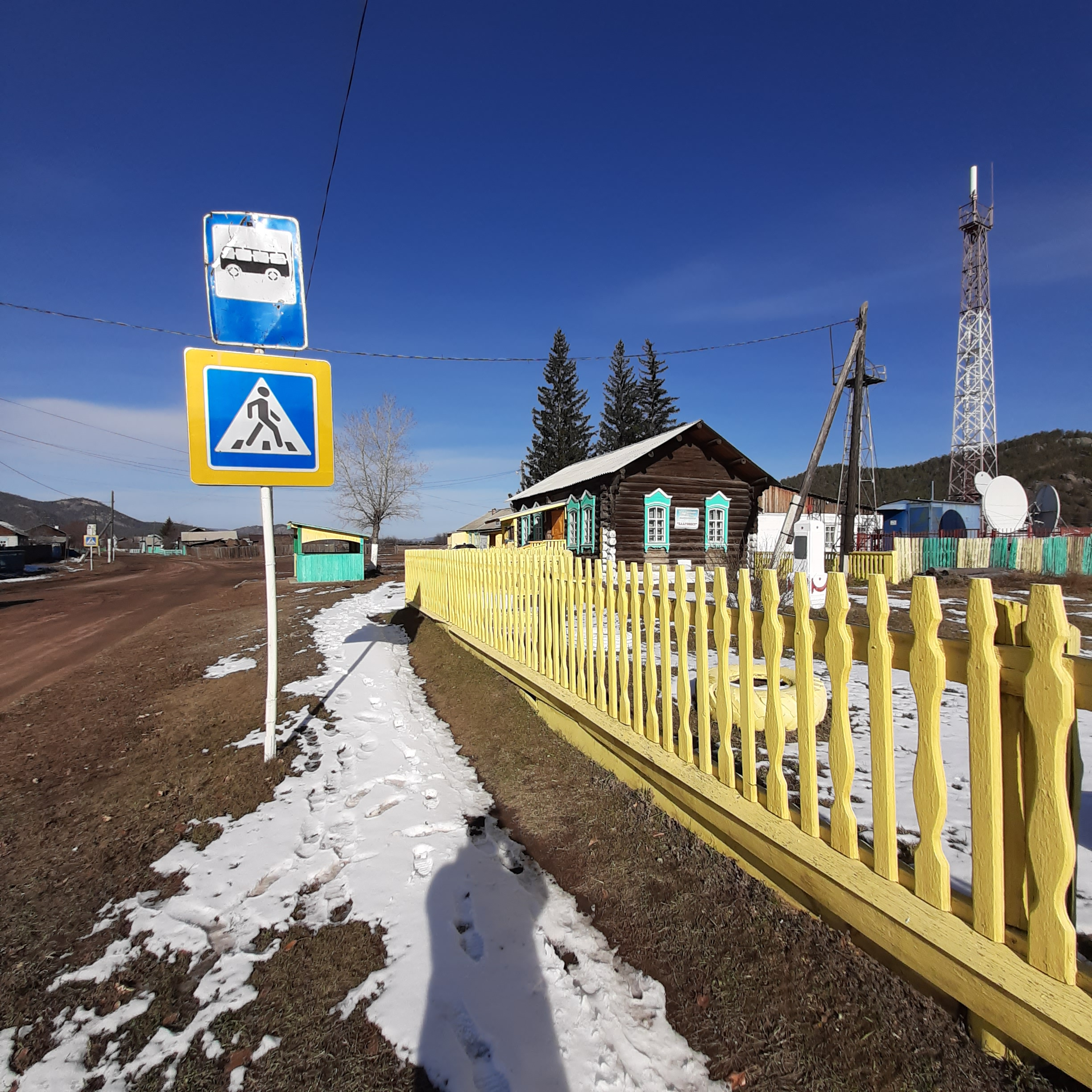
Братская могила 3-х партизан, расстрелянных каппелевцами в феврале 1920 года

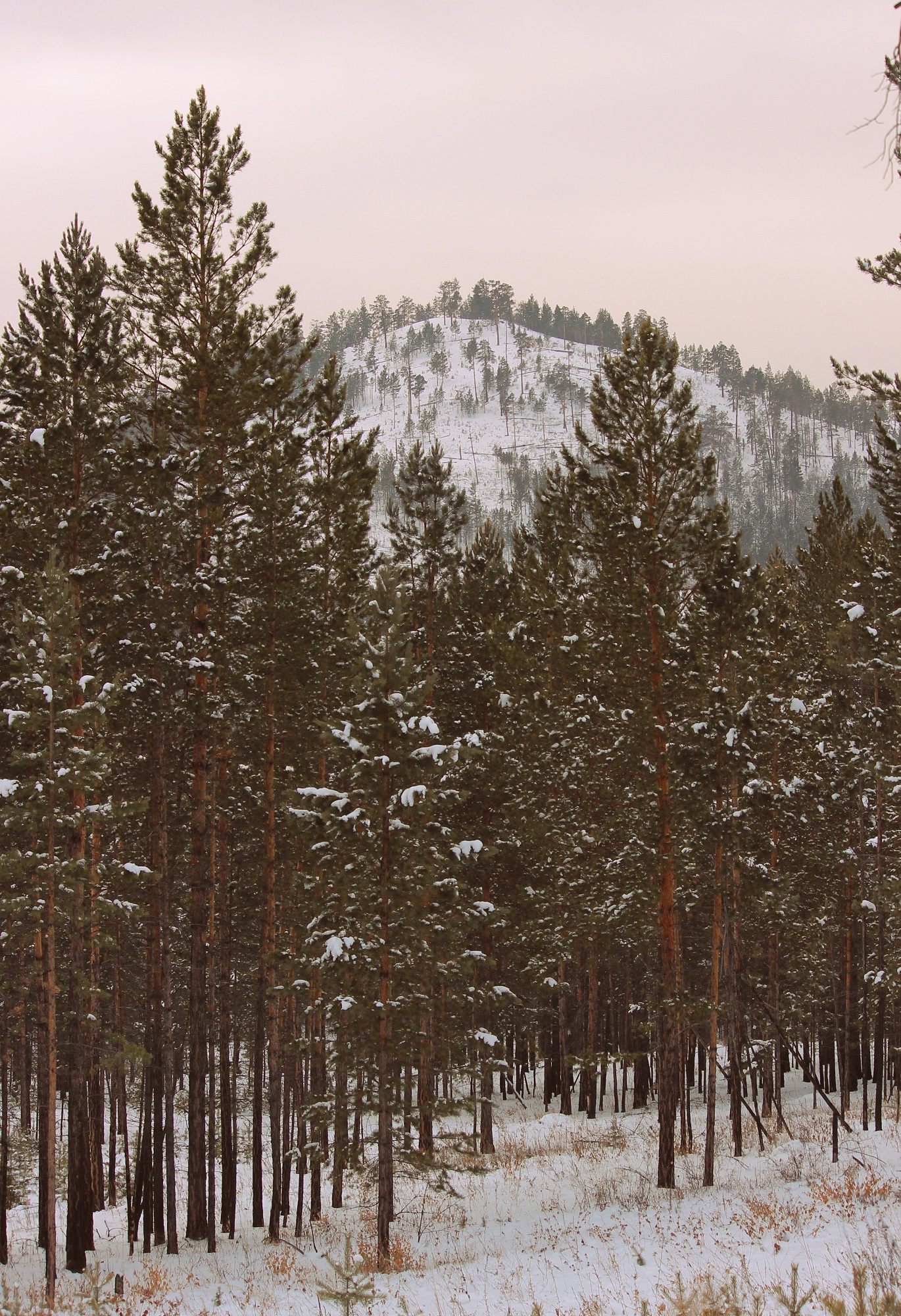
Вид на Варварину гору

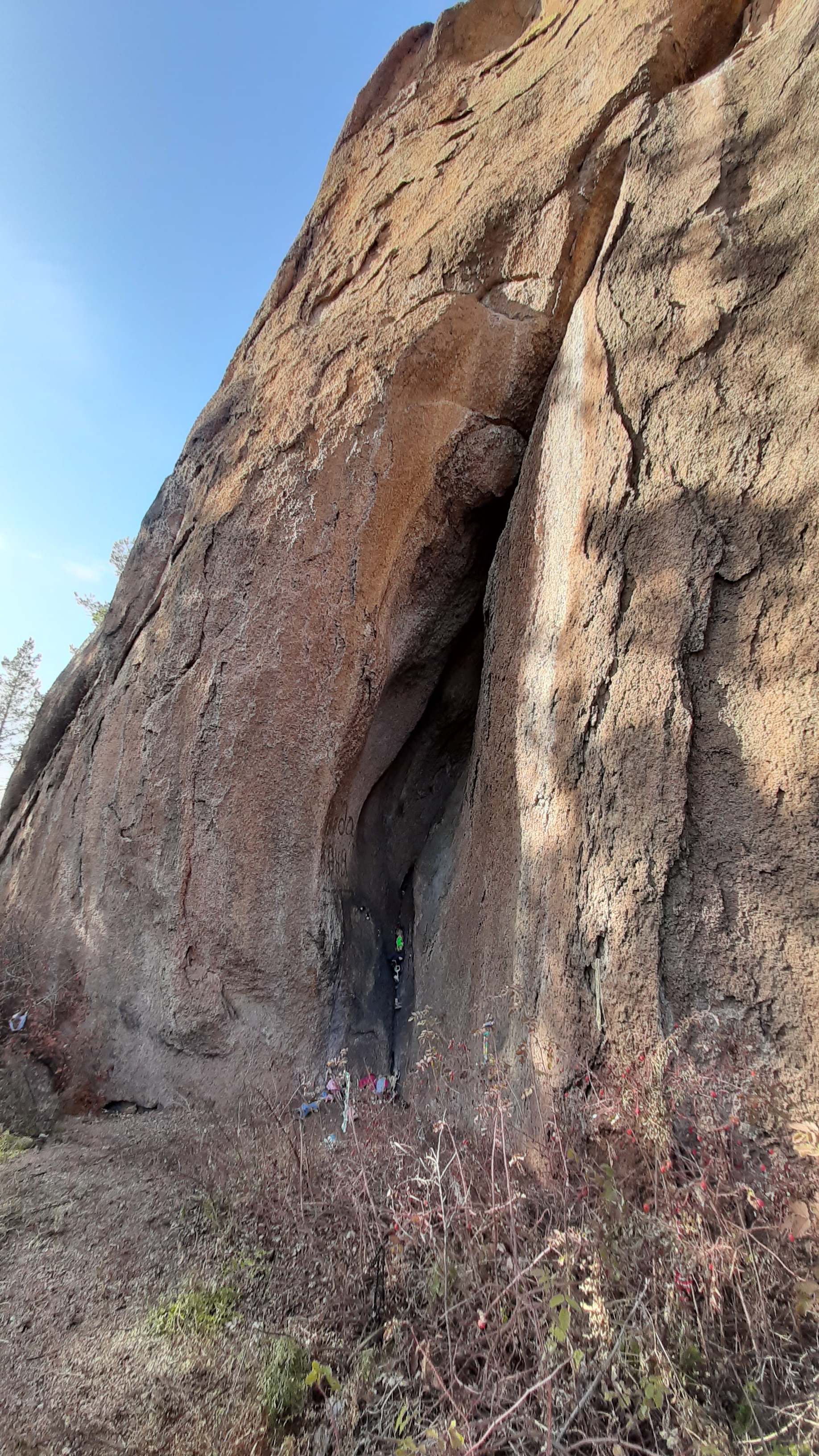
«Чрево матери»

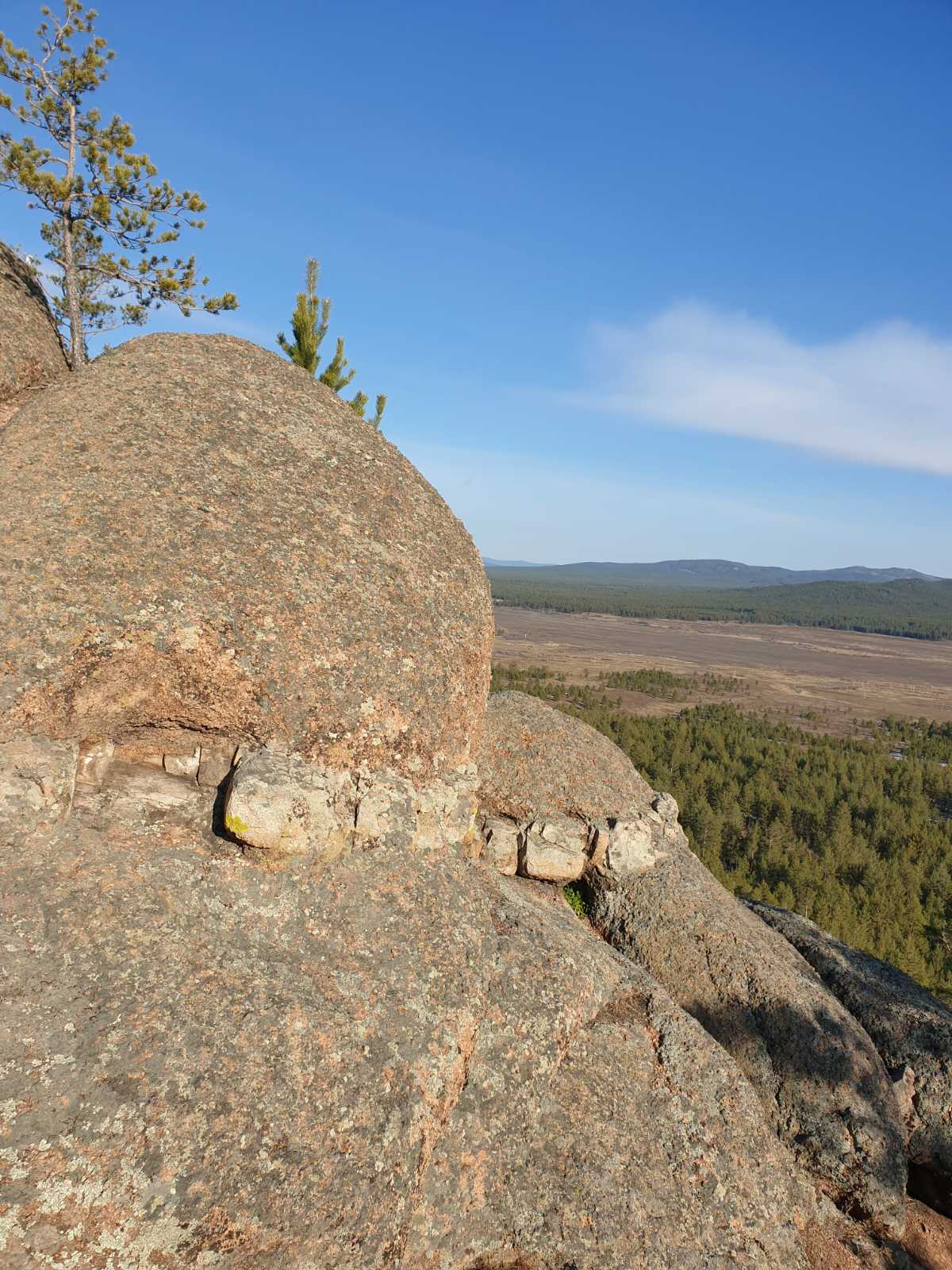
Бусы шамана

| Памятник                                                                     | Статус | Документ                                                                                                 |
| ---------------------------------------------------------------------------- | --- | --- |
| Поселение Варварина Гора                                                     | Объект культурного наследия народов РФ федерального значения. Рег. № 031640443260006 (ЕГРОКН). Объект № 0400393000 (БД Викигида) | Приказ Министерства культуры Российской Федерации № 37789-р от 05.08.2016                                |
| Могильник Варварина Гора                                                     | Объект культурного наследия народов РФ федерального значения. Рег. № 031740896130006 (ЕГРОКН). Объект № 0430089000 (БД Викигида) | Приказ Министерства культуры Российской Федерации № 111621-р от 03.10.2017                               |
| Писаница «Старая Брянь»                                                      | Объект культурного наследия народов РФ федерального значения. Рег. № 031740896160006 (ЕГРОКН). Объект № 0400395000 (БД Викигида) | Приказ Министерства культуры Российской Федерации № 126283-р от 24.11.2017                               |
| Братская могила 3-х партизан, расстрелянных каппелевцами в феврале 1920 года | Объект культурного наследия народов РФ регионального значения. Рег. № 031410301060005 (ЕГРОКН)                                   | Приказ Министерства культуры Российской Федерации № 17590-р от 13.11.2015                                |
| Памятник воинам-землякам, погибшим на фронтах Великой Отечественной войны    | Объект культурного наследия народов РФ регионального значения. Рег. № 031410097420005 (ЕГРОКН)                                   | Приказ Министерства культуры Российской Федерации № 104-р от 19.05.2015                                  |
| Пещера «Старая Брянь»                                                        | Памятник природы (региональный)                                                                                                  | Постановление Совета министров Бурятской АССР № 304 от 14.10.1980                                        |
| Петроглифы Варварина Гора                                                    | Памятник природы (вновь выявленный объект)                                                                                       | Приказ Республиканской Службы государственной охраны объектов культурного наследия № 71 от 01.01.2001 г. |
| Шаман-Гора                                                                   | Памятник природы (памятник местного значения)                                                                                    | |

### Описание
- Поселение Варварина Гора — стоянка эпохи позднего палеолита, один из древнейших позднепалеолитических памятников Забайкалья. Здесь были обнаружены следы пребывания древнего человека. Одно из первых задокументированных мест пребывания человека в этих краях. Приблизительный возраст составляет 30—45 тыс. лет. Открыто в 1961 году при строительстве ЛЭП. В 1973—1978 годах проводились раскопки. Находится в 4 км на север от села, на левобережье реки Брянки, поблизости от автодороги между Старой и Новой Брянью в местности Страшная падь.
- Могильник Варварина Гора — памятник археологии. Древнемонгольское захоронение X—XI веков. Представлен захоронениями в деревянных колодах с человеческими останками и предметами инвентаря того времени. Открыт в 1973 году неподалеку от поселения Варварина Гора, раскопки проводились в 1973—1974 годах Находится в 4 км на север от села на горе Данилина в местности Страшная падь на левобережье реки Брянки.
- Пещера Старая Брянь — памятник природы геоморфологического типа, в пещере обнаружены рисунки-петроглифы. Является одним из самых известных объектов такого рода в Бурятии. Расположена по правому борту долины реки Шабур, при впадении её в Брянку, в 1,7 км выше села. Возраст пещеры около 3 тысяч лет. Была обнаружена в 1973 году, тогда же были калькированы отдельные петроглифы, характерные для «селенгинской» группы петроглифов Забайкалья. В 1992 году зачистка выявила наличие культурного горизонта эпохи бронзы — здесь была стоянка первобытных охотников, оставивших наскальные рисунки. Существует легенда, что меркиты, похитив жену Чингисхана — Бортэ, прятали её в этой пещере.

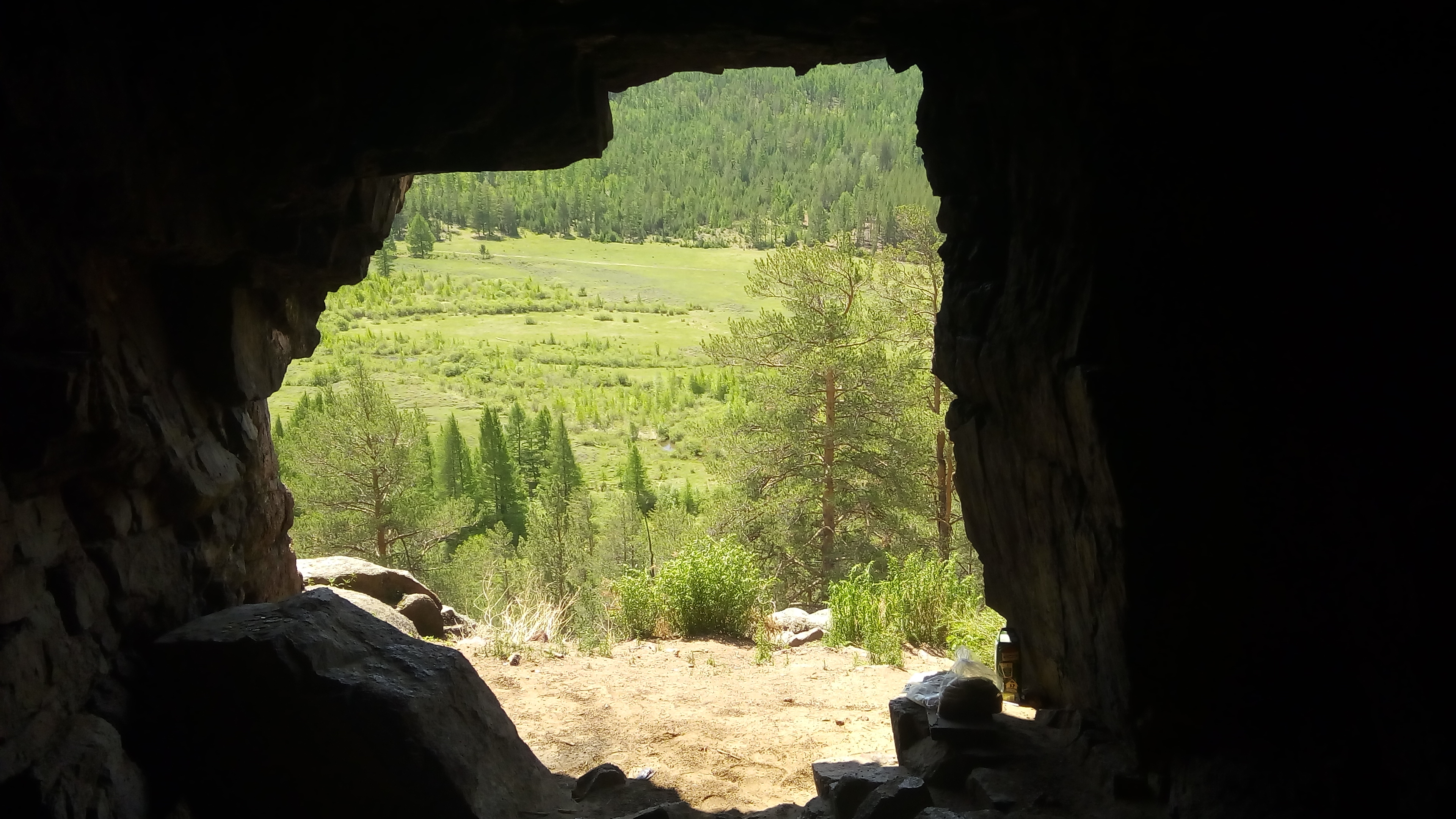
Вид из пещеры
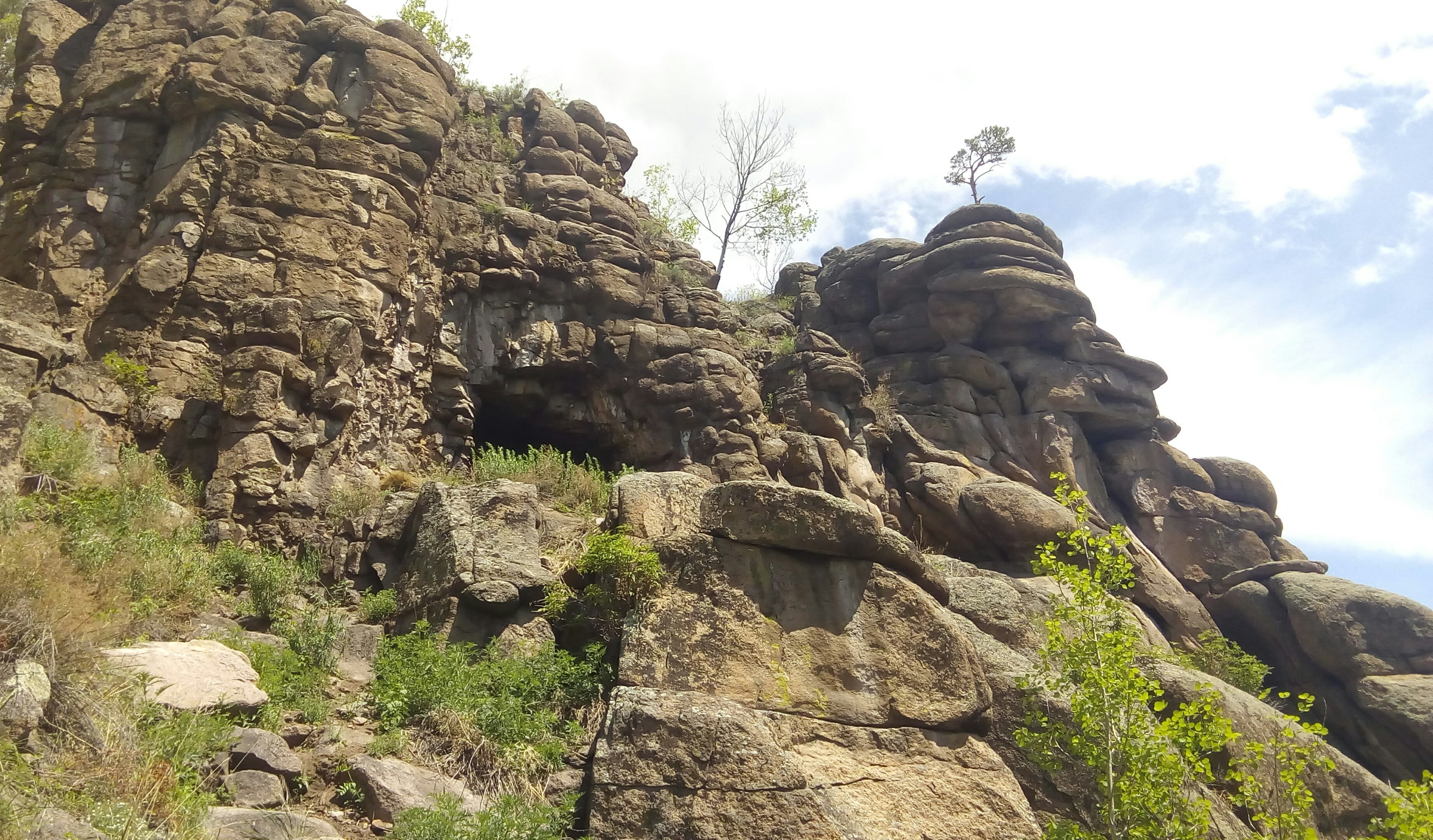
Пещера-грот
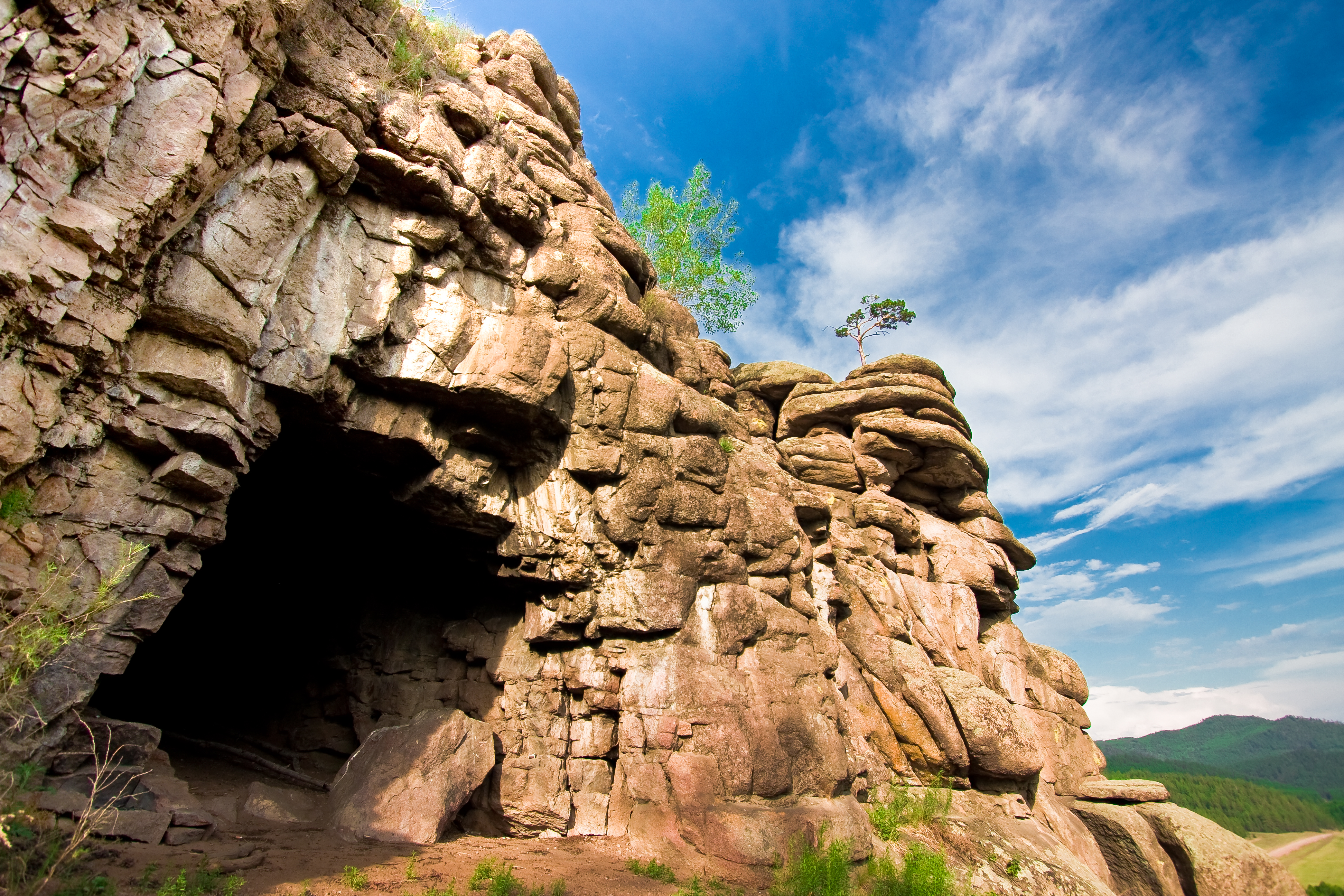
Вход в пещеру

- Петроглифы Варварина Гора — расположены на скалистом останце горы Голубинка (Шаман-Гора) примерно в 5 км от дороги между Старой и Новой Брянью, на скалистом останце (около 15 метров высотой), выполненные красной охрой, нанесенные на нижних отвесных плоскостях — по высоте от 10 см до 2,5 м от земли. Все изображения характерны для «селенгинской» группы петроглифов Забайкалья, но основное отличие в их многоинформационности. Петроглифы связаны единой сюжетной линией. Выделяют три основные группы рисунков (Композиции I, II, III), расположенных несколько удаленно друг от друга. Изображены птицы, антропоморфные фигурки, пятна охры, линии. Открыта в 1976 году.
- Шаман-Гора — утёс (скалистый останец) горы Голубинка высотой 10—15 м, расположенный в местности Страшная падь в 200 м от дороги между сёлами Старая и Новая Брянь. Эта скала, почитаемое священное место, место поклонения и верований.

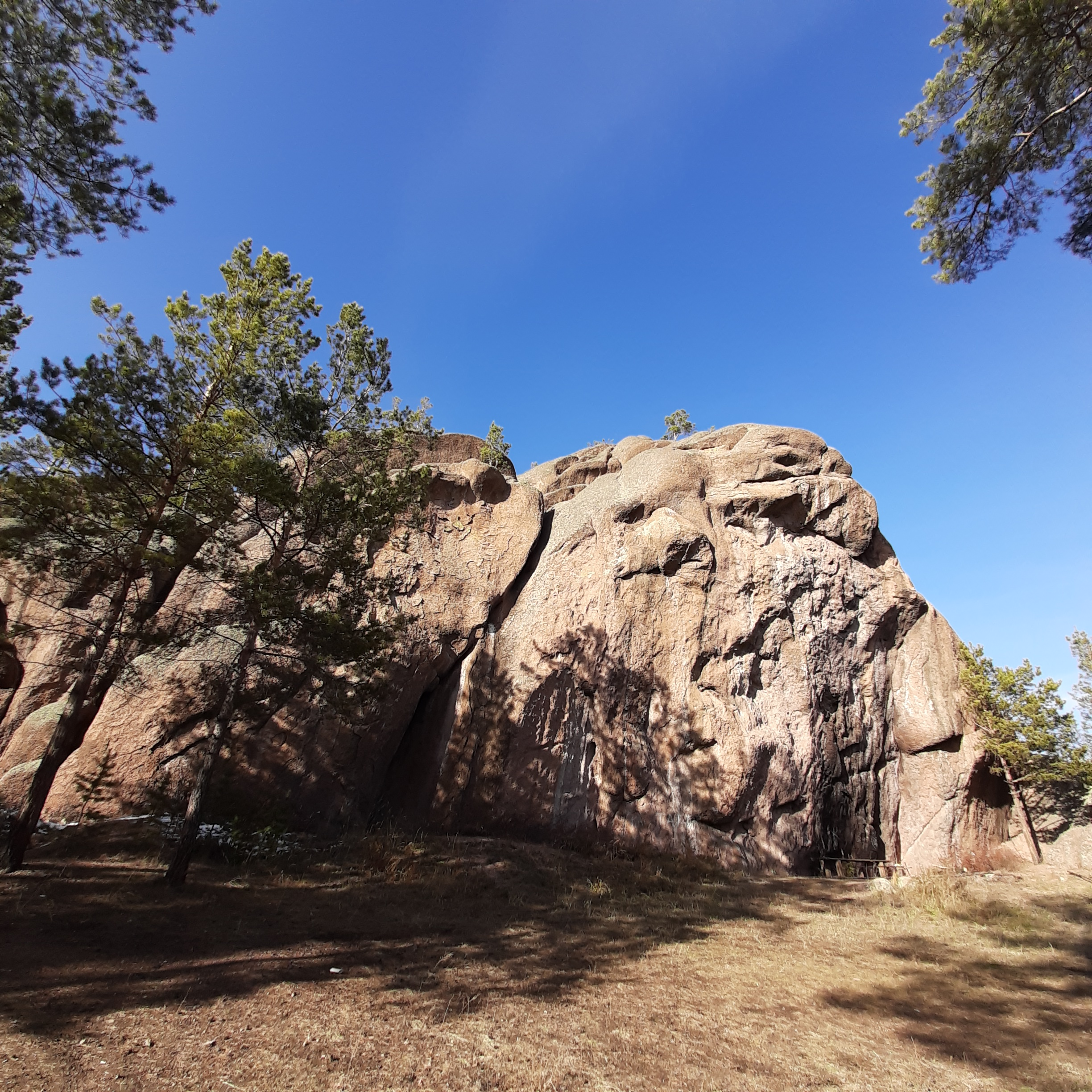
Шаман-гора
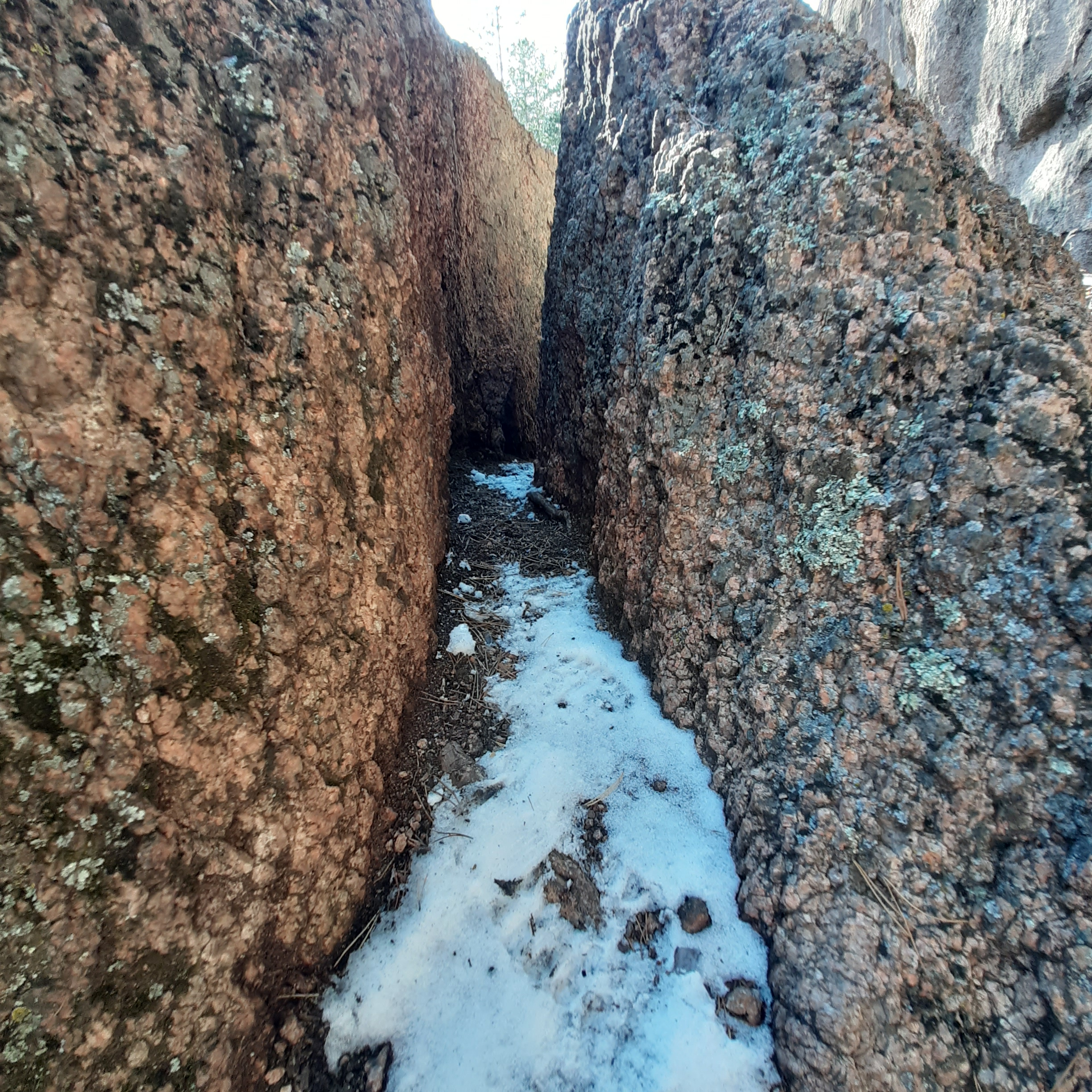
"Камень грехов"
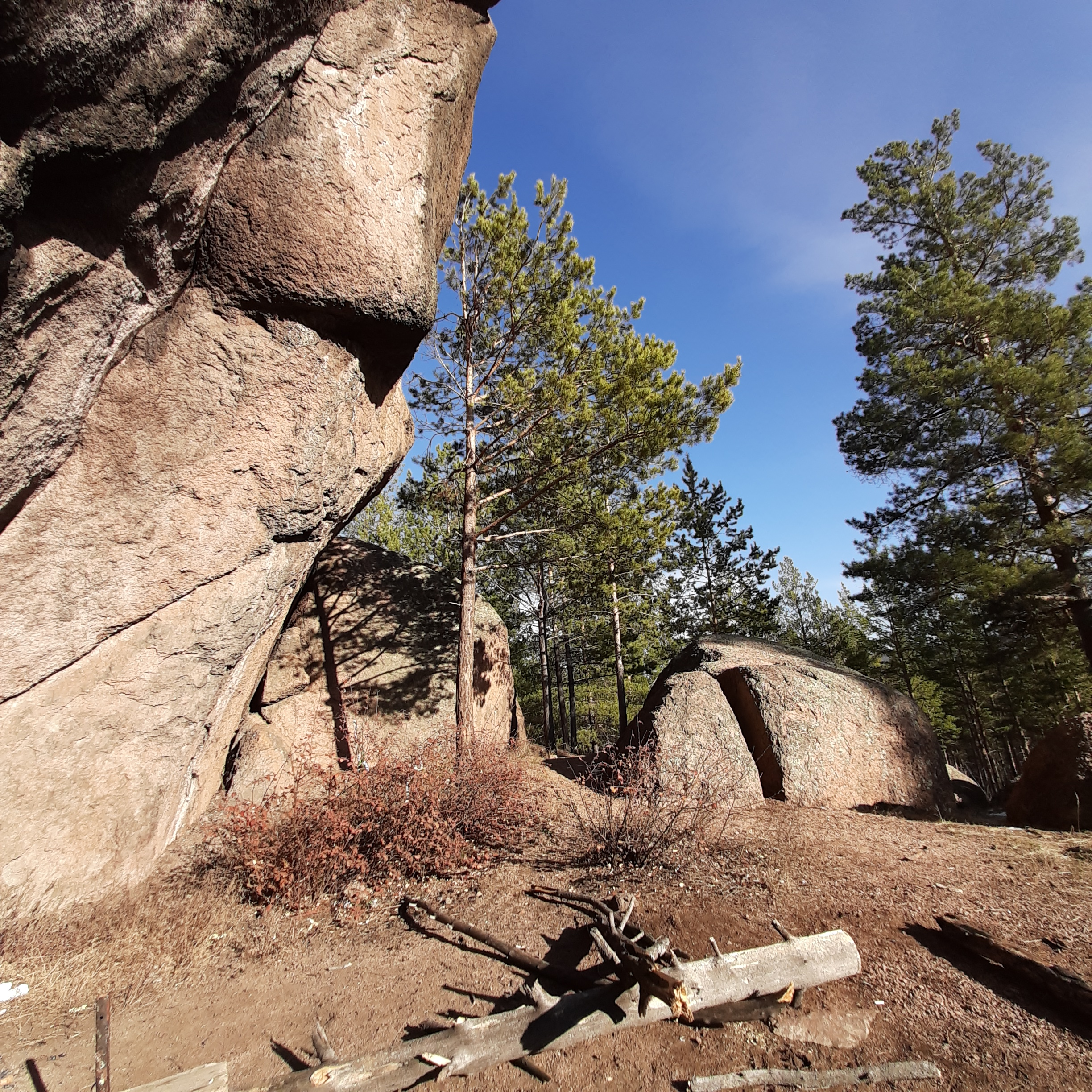
Подножие Шаман-горы
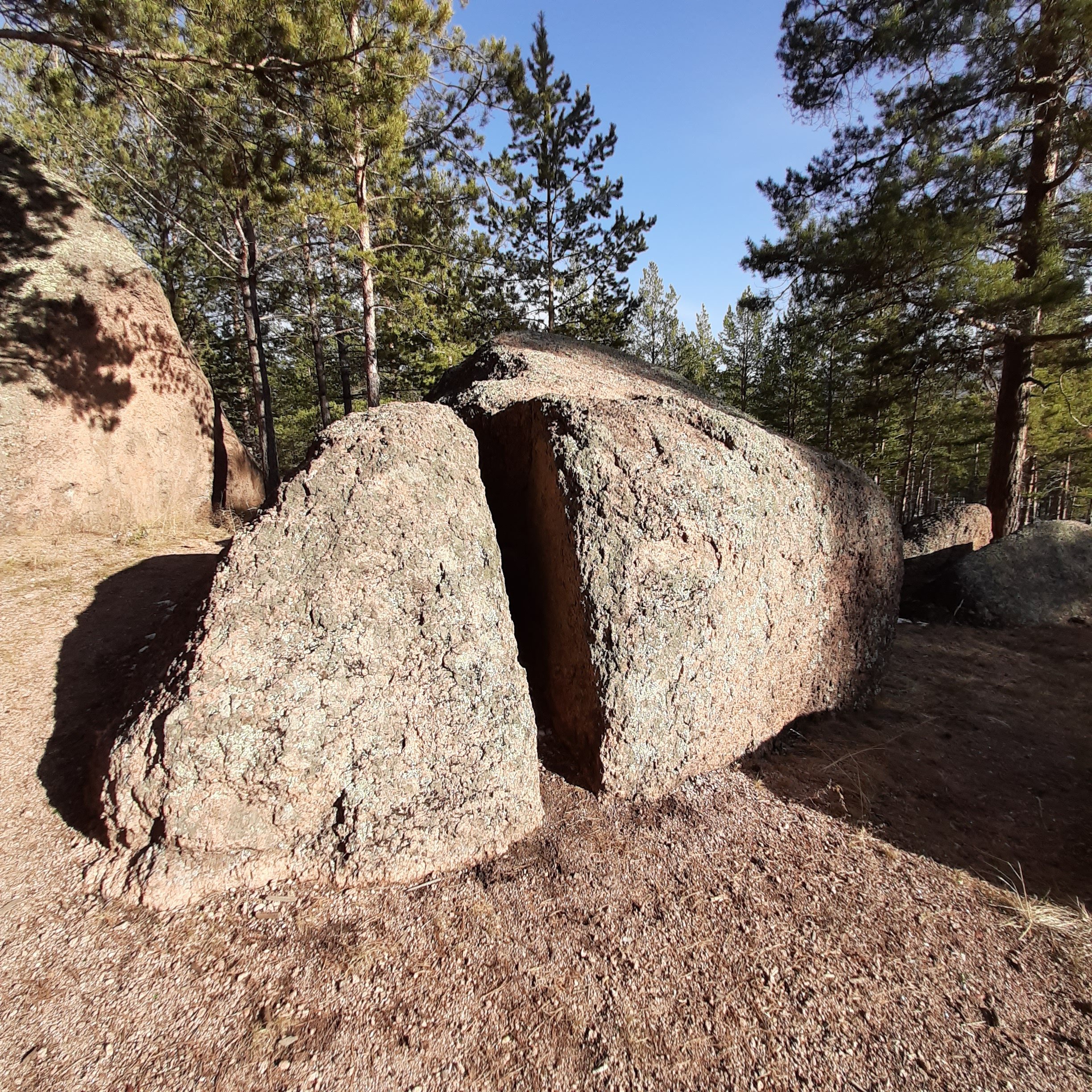
"Камень грехов"
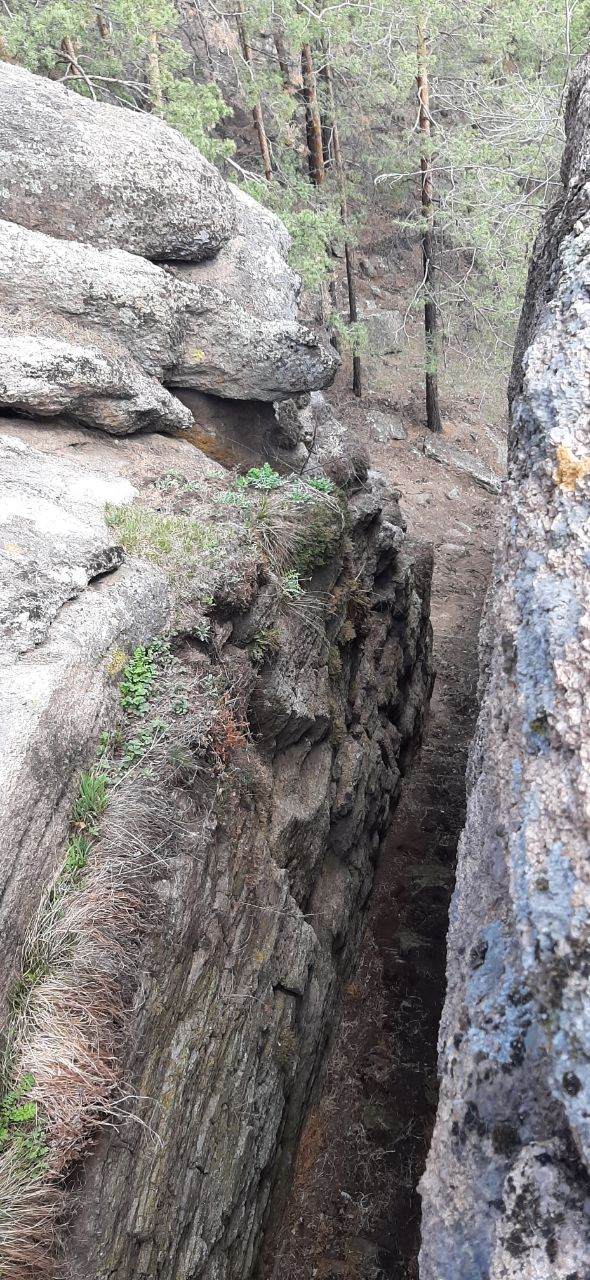
Зеленая лестница (спуск)
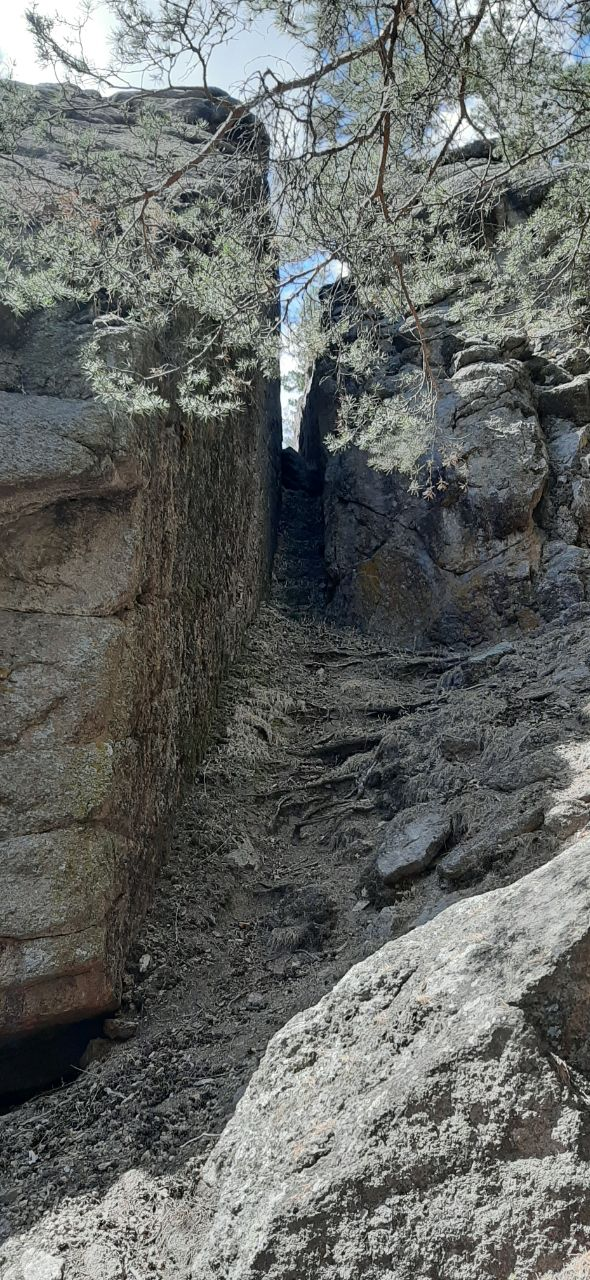
Зеленая лестница (подъём)